# 新井健史
新井 健史（あらい けんじ、1979年11月27日 - ）は、日本の作曲家、編曲家、音楽プロデューサー、キーボーディスト、ピアニスト、マニピュレーター、ギタリスト、レコーディング・エンジニア。HMRエンターテインメント代表取締役。岡山県岡山市生まれ。愛称は「あらけん」。

## 人物
主に美少女ゲームやテレビアニメ等の主題歌やBGMを数多く手掛けており、キーボードやピアノ等の演奏、レコーディング・エンジニア、映像制作なども行う。「へむり」を口癖とする。
HMRエンターテインメントにおいては、「HMRのH は「Happy」、M は「Music」、R は「Ring」の頭⽂字」とされている。
ディンプスのサウンドクリエイターとして、「ドラゴンボールZ2」などの作品に参加した。インディーズユニット「vin-PRAD」、個人スタジオ「StudioHemuri」にて活動し、2017年6月に株式会社HMRエンターテインメントを設立。2019年11月まで、女性歌手・カサンドラのマネージメントを行っていた。

## 主な作品

### アニメ
- 『となりの関くん』 主題歌「迷惑スペクタクル」（編曲・ミキシング）[5]
- 『超次元ゲイム ネプテューヌ』 主題歌「Dimension tripper!!!!」（作曲）[6]
- 『ミス・モノクローム』 BGM

### ゲーム
- 『まいてつ』『まいてつ -pure station-』
  - 「未来行き☆列車」（作曲・編曲・コーラス・ギター・ピアノ）[7]
- 『妹に!スク水着せたら脱がさないっ!』
  - 「こんいろ∞トキメキ!!」（編曲）
- 『ないしょ思春期～ヒミツに恋する妹たち～』
  - 「ないしょ思春期」（編曲）
- 『ド田舎ちゃんねる5 〜こちら鈴音学園放送部〜』
  - 「ゆうかげ」（作曲）
- 『フラグへし折り男』
  - 「がんばれ、乙女!!～フラグ折れても、心は折れず～」(作曲)
  - 「I wish forever」（ボーカル・作曲）
- 『LOあんぐる!!』
  - 「SLGだって欲しいもん!」（作曲・編曲）[8]
- 『ろーらいず!!!』
  - 「トリプル・ハート!」「magical lover」（作曲）
- 『Lowすぺっく!? ～オレと年下妹とせいきょーいく!～』
  - 「純白★study time」「もっと ずっと ギュッと!」（作曲）
- 『妹を汚した記憶』
  - 「秋桜(コスモス)」（作曲・編曲）
- 『雪の夜、俺は妹を裸にする。』
  - 「ユキノハナ」（作曲・編曲）
- 『鬼うた。』
  - 「紅の空」「イトシウタ」「ココロノカタチ」（作曲・編曲）
- 『鬼まり。』
  - 「ハジマリノトキ」（作曲・編曲）
- 『ツクモノツキ』
  - オープニング「ツクモノツキ」（作曲・編曲）
- 『眠れる花は春をまつ。 -spring come-』
  - 「ゆきうた」「希いの花」「カルマの祈り」「深紅の徒花」「春風の福音」（作曲・編曲）
- 『カミツレ ～7の二乗不思議～』
  - 「salvation」「蝶」（作曲・編曲）
- 『天ノ空レトロスペクト』
  - 「明日へのリメンブランス」（作曲・編曲）
- 『あまたらすリドルスター』
  - 「星の絆」（作曲・編曲）
- 『サノバウィッチ』
  - 「君がくれた光」（編曲）
- 『千恋*万花』
  - 「GIFT」（編曲・アコースティック・ギター・キーボード）

### ゲームBGM
- 『RIDDLE JOKER』
- 『タユタマ2 -you're the only one-』
- 『縁りて此の葉は紅に』
- 『若葉色のカルテット』
- 『BALDR HEART』ラスボス戦「無垢と虚無」他
- 『閃鋼のクラリアス』
- 『まどひ白きの神隠し』
- 『閃鋼のクラリアスF 〜グリムを紡ぎしもの〜』
- 『ゆまほろめ 時を停めた館で明日を探す迷子たち』[9]

### CM
- JSBC SNOWTOWN「Snow Town -雪がくれた奇跡-」（作曲・編曲・プロデュース）
- 阿波銀行「ずっとこの場所で」（編曲）

### TV番組
- 『日本史サスペンス劇場』エンディングテーマ 「君との出逢い 〜good bye my days〜」編曲）
- 『音楽戦士 MUSIC FIGHTER』 2008年12月エンディングテーマ 「Friend」（編曲）